# Benedetto da Maiano
Benedetto da Maiano, de veritable nom Benedetto de Leonardo, natural de Maiano, lloc pròxim a Florència, Maiano, 1442 - 24 de maig de 1497. Fou un destacat arquitecte i escultor de l'escola florentina.
La seva obra encaixa d'una manera perfecta en el to propi de la Florència del segle xv i, sense ser el més gran dels artistes del moment, se'n pot ser considerat com a arquetip; la seva sobrietat i reserva expressiva, el seu net i pur concepte de la forma, la seva depurada elegància és molt florentina. El seu més perfecte i equilibrat exemple és el palau Strozzi, que Benedetto va fer al cor de la ciutat.

## Trajectòria

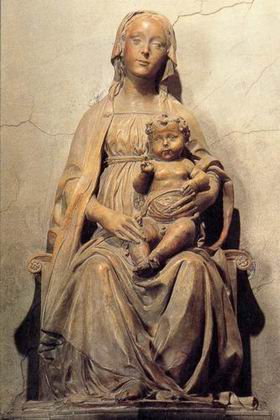
Verge amb nen a la catedral de Prato

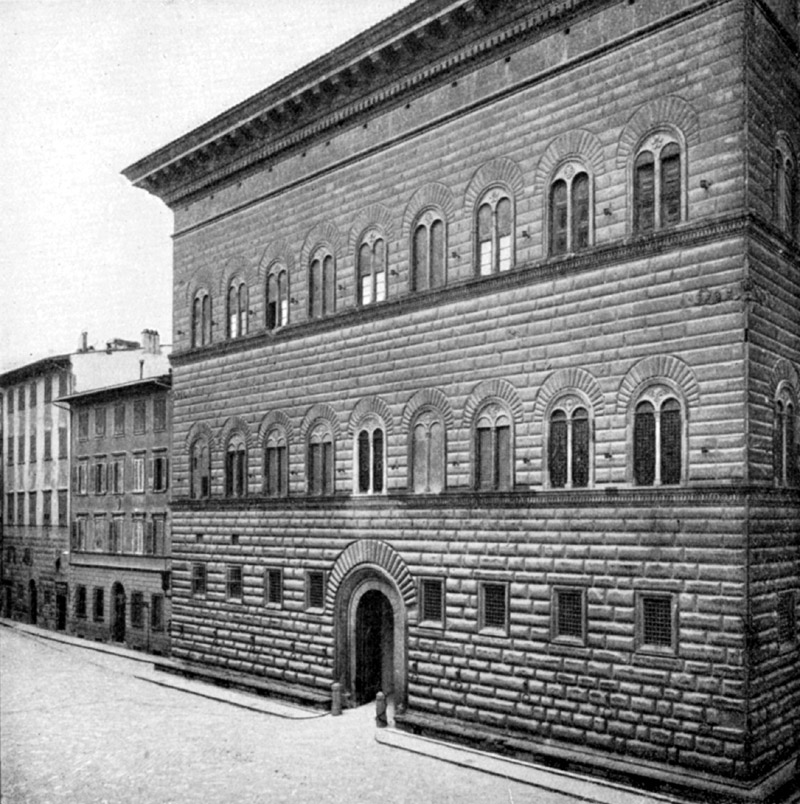
Palau Strozzi

Als primers temps va col·laborar amb el seu germà Giuliano da Maiano: les primeres obres de Benedetto van ser altars i tombes a l'interior de capelles del seu germà. L'altar de Santa Fina (1475) a la capital de San Gimignano, la trona de Santa Croce de Florència, de curiosa disposició a la seva escala que travessa el pilar al qual va adossada. De 1476 és la tomba de San Sabino a la catedral de Faenza. La tomba de Maria d'Aragó, començada per Bernardo Rossellino, per a Santa Anna dels Llombards a Nàpols va ser conclosa per Benedetto, i el 1489 va fer l'altar de Mastrogiudice a la mateixa església. Per a Santa Maria Novella va portar a terme la tomba de Filippo Strozzi (1491).
Tenia per costum treballar amb esbossos, o models, executats en terracota. En el moment de la seva mort, abundaven al seu taller aquest tipus d'obres, entre aquestes les realitzades per a la porta Capuana de Nàpols, les estàtues de la qual va començar i no va acabar. Els seus retrats ofereixen relació amb els busts romans antics, com succeeix destacadament en el que va fer a Pietro Mellini (Museu Nazionale, Florència), però més característicament florentins i de l'època són d'altres, dels quals pot ser considerat l'exemple més gran el de Filippo Strozzi (Museu del Louvre), sever, elegant i amb aquest aire tallant, molt florentí; Benedetto, satisfet de la seva obra, la va signar.
Com a decorador, a part de la seva feina a les capelles del seu germà, va intervenir al santuari de Loreto i al Palazzo Vecchio de Florència.
La seva producció arquitectònica resplendeix sobretot en dues peces de primer ordre: el palau Strozzi, citat anteriorment, començat el 1489 i conclòs després de la seva mort pel Cronaca, que va fer la magnífica cornisa, l'edifici ha estat atribuït qualque vegada a Giuliano da Sangallo, que va influir clarament en Benedetto; tanmateix, aquest aconsegueix aquí una composició més monumental i simètrica, més equilibrada i perfectament calculada en les seves proporcions: alçada i amplada, dels pisos entre si i l'encertat repartiment de buits i massissos. L'altra obra és molt diferent i una de les més gràcils i belles de tot el Quattrocento italià: la lògia de l'església de Santa Maria delle Grazie, a Arezzo, obra que assoleix una elegància, un ritme de proporcions, una exquisitesa decorativa, poques vegades superada; la trencadissa finesa i gràcia, la quasi immaterialitat de les arquitectures i pòrtics que els pintors de l'època ens ofereixen als fons de les seves composicions, es fan aquí insospitada i insuperable realitat, gràcies a una poc comuna sensibilitat poètica i a una indubtable saviesa i mestratge d'ofici.